# Ейміті (Орегон)
Ейміті (англ. Amity) — місто (англ. city) в США, в окрузі Ямгілл штату Орегон. Населення — 1757 осіб (2020).

## Географія
Ейміті розташоване за координатами 45°6′58″ пн. ш. 123°11′59″ зх. д. / 45.11611° пн. ш. 123.19972° зх. д. (45.116161, -123.199672).  За даними Бюро перепису населення США в 2010 році місто мало площу 1,57 км², з яких 1,55 км² — суходіл та 0,02 км² — водойми.

## Демографія
Згідно з переписом 2010 року, у місті мешкало 1614 осіб у 538 домогосподарствах у складі 411 родини. Густота населення становила 1026 осіб/км².  Було 574 помешкання (365/км²).
Расовий склад населення:
| - 83,9 % — білих - 2,5 % — корінних американців - 0,7 % — чорних або афроамериканців - 0,4 % — азіатів - 0,2 % — вихідців з тихоокеанських островів - 8,6 % — осіб інших рас |

До двох чи більше рас належало 3,7 %. Частка іспаномовних становила 15,5 % від усіх жителів.
За віковим діапазоном населення розподілялося таким чином: 31,5 % — особи молодші 18 років, 60,4 % — особи у віці 18—64 років, 8,1 % — особи у віці 65 років та старші. Медіана віку мешканця становила 31,9 року. На 100 осіб жіночої статі у місті припадало 100,5 чоловіків;  на 100 жінок у віці від 18 років та старших — 97,3 чоловіків також старших 18 років.
Середній дохід на одне домашнє господарство  становив 54 018 доларів США (медіана — 53 333), а середній дохід на одну сім'ю — 63 846 доларів (медіана — 60 083). Медіана доходів становила 41 384 долари для чоловіків та 29 432 долари для жінок. За межею бідності перебувало 17,1 % осіб, у тому числі 19,0 % дітей у віці до 18 років та 12,0 % осіб у віці 65 років та старших.
Цивільне працевлаштоване населення становило 638 осіб. Основні галузі зайнятості: виробництво — 25,4 %, освіта, охорона здоров'я та соціальна допомога — 22,3 %, роздрібна торгівля — 13,9 %, науковці, спеціалісти, менеджери — 9,2 %.